# Kaplica loretańska w Nowej Rudzie
Kaplica loretańska w Nowej Rudzie – barokowa kaplica wzniesiona w latach 1765–1767 z inicjatywy Antona Klambta. W latach 1773–1841 obok budynku utworzono niewielką kalwarię. W latach 1945–1994 kaplica nie była użytkowana, w 1994 roku została wyremontowana i ponownie konsekrowana. Jest to jedyny tego typu obiekt na terenie powiatu kłodzkiego.

## Historia
Inicjatorem budowy barokowej kaplicy loretańskiej przy ul. Cmentarnej był Anton Klambt, noworudzki sukiennik pochodzący z Broumova. Na pomysł budowy kaplicy wotywnej mógł wpaść m.in. podczas podróży do Włoch. Po otrzymaniu zezwolenia władz i zgody arcybiskupa praskiego Anton Klambt rozpoczął stawianie kaplicy od położenia kamienia węgielnego w 1765 roku. Nie mając wszystkich środków finansowych podróżował w ich poszukiwaniu między innymi po hrabstwie kłodzkim. Budowa trwała dwa lata – do 1767 roku, a konsekracja nastąpiła dopiero rok później, 20 stycznia 1768 roku, z powodu niechęci władz pruskich do tego typu katolickich inicjatyw. Głównymi fundatorami kaplicy byli noworudzcy sukiennicy. W latach 1773–1841 przy budynku utworzono niewielką kalwarię, którą ufundował Jakob Steiner. W roku 1884 przeprowadzono pierwszy remont obiektu, następny wykonano w 1918 roku.

Po II wojnie światowej kaplica była opuszczona. Staraniem Fundacji Odnowy Ziemi Noworudzkiej została odremontowana w 1994 roku. Ponownej konsekracji kaplicy dokonał w dniu 15 października 1994 roku ówczesny metropolita wrocławski kard. Henryk Gulbinowicz.

## Architektura
Kaplica jest barokową budowlą murowaną typu blokowego, wzniesioną na planie prostokąta i nakrytą czterospadowym dachem z sygnaturką. Wejście znajduje się od strony północnej, a jedyne okno usytuowano w ścianie zachodniej. W 1842 roku we wnętrzu budynku podzielonym kratą na dwie części znajdował się ołtarz i stacje drogi krzyżowej.

Od południa do kaplicy prowadzą schody z ogrójcem, w którym znajdują się figury modlącego się Jezusa i trzech śpiących apostołów: Jana, Piotra i Jakuba z księgą. Powyżej schodów ustawiono grupę ukrzyżowania z rzeźbami Marii i św. Jana Apostoła po bokach. Na cokole krzyża płaskorzeźba przedstawiającą pelikana karmiącego swoją krwią pisklęta, symbolizującego ofiarę Chrystusa, oraz napis w j. łac.  In Tene CrVCIfIXVM DeLenes.  A[nno]. 1773 JS (inicjały fundatora Jakoba Steinera), z rokiem i chronostychem  MDCCLXVVIII - 1773. Na postumentach murków po obu stronach schodów znajdowało się siedem aniołków
 
Kaplica loretańska w Nowej Rudzie jest jedynym takim obiektem na terenie powiatu kłodzkiego.

## Galeria

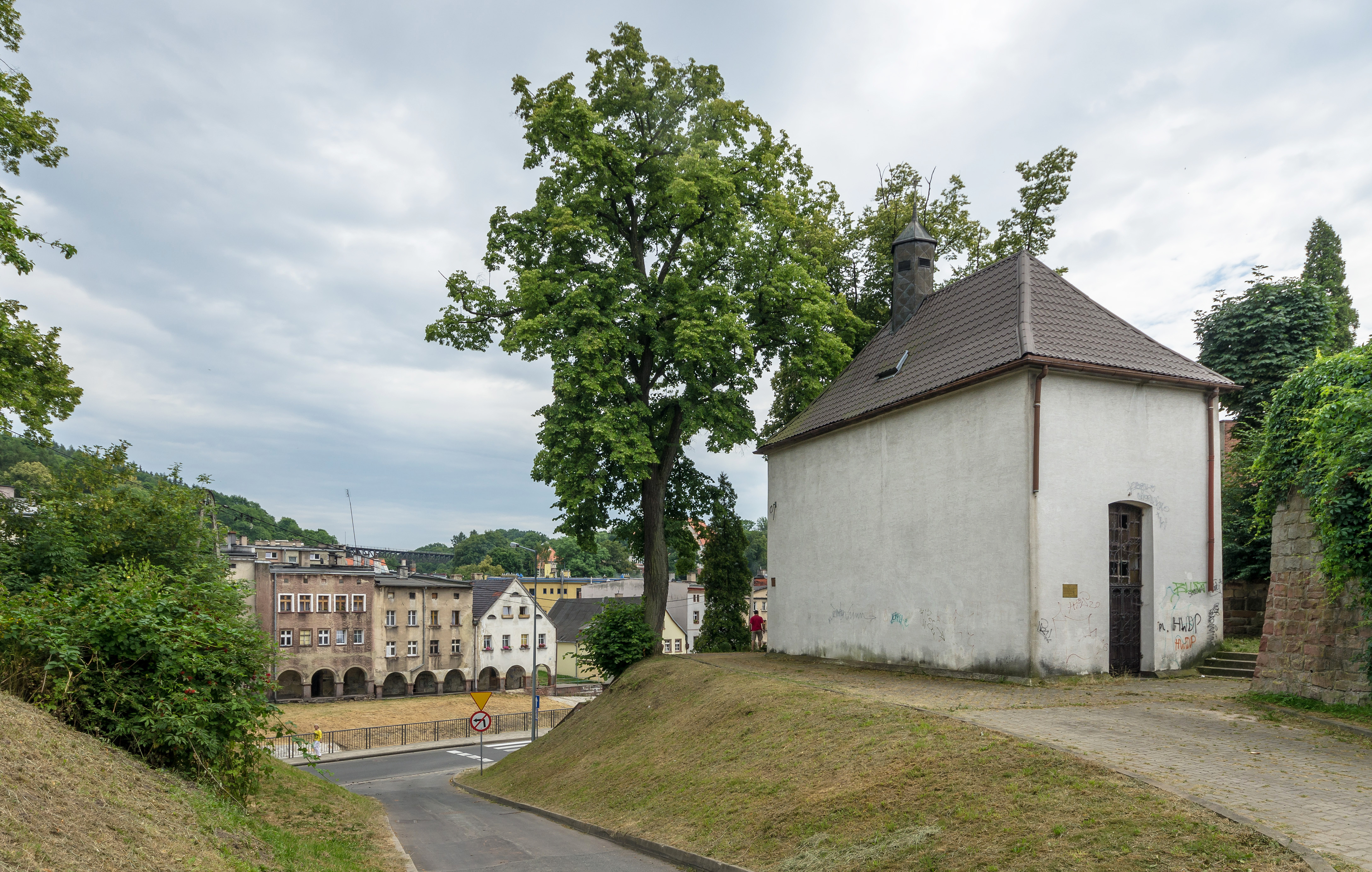
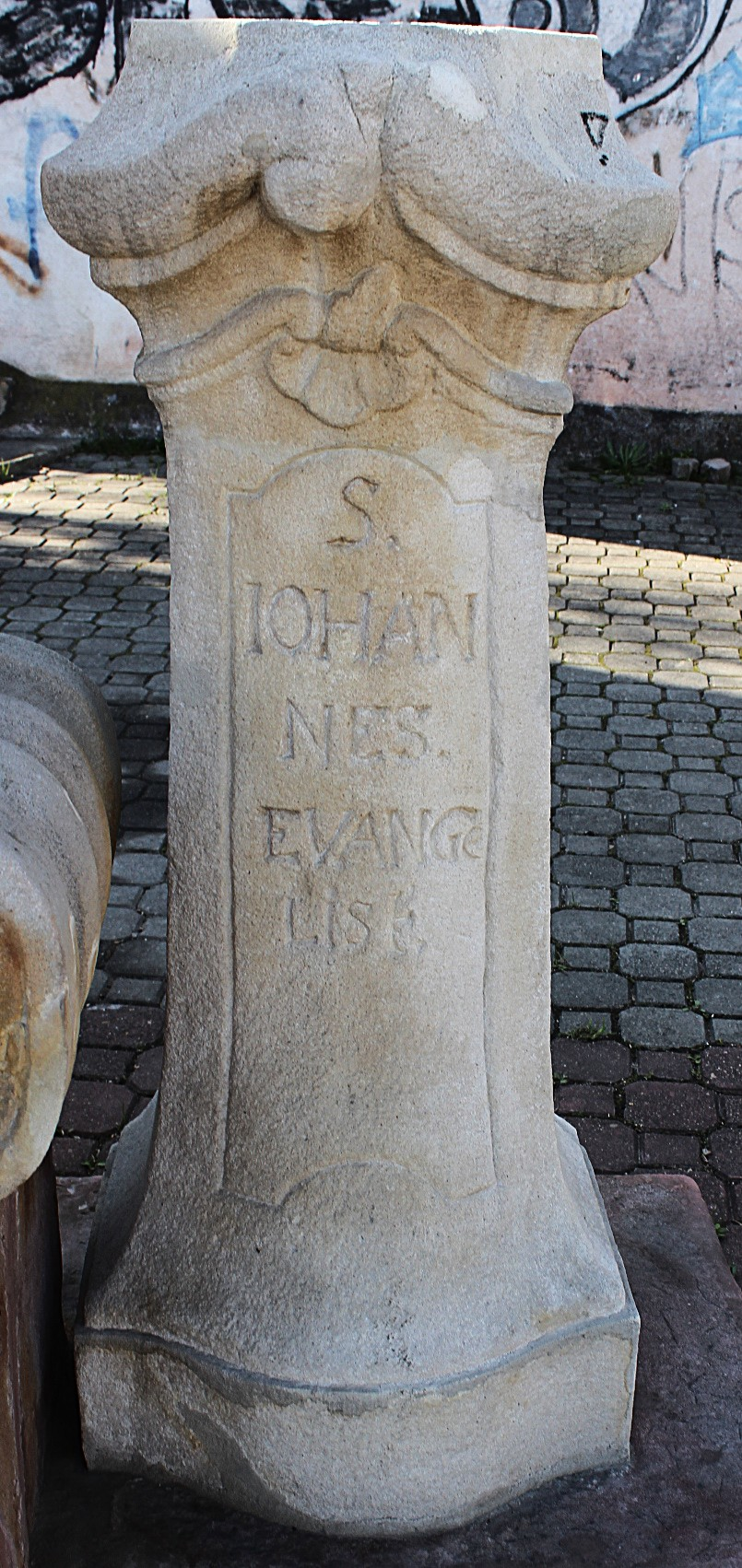
Postument S. Iohanes Evangelist
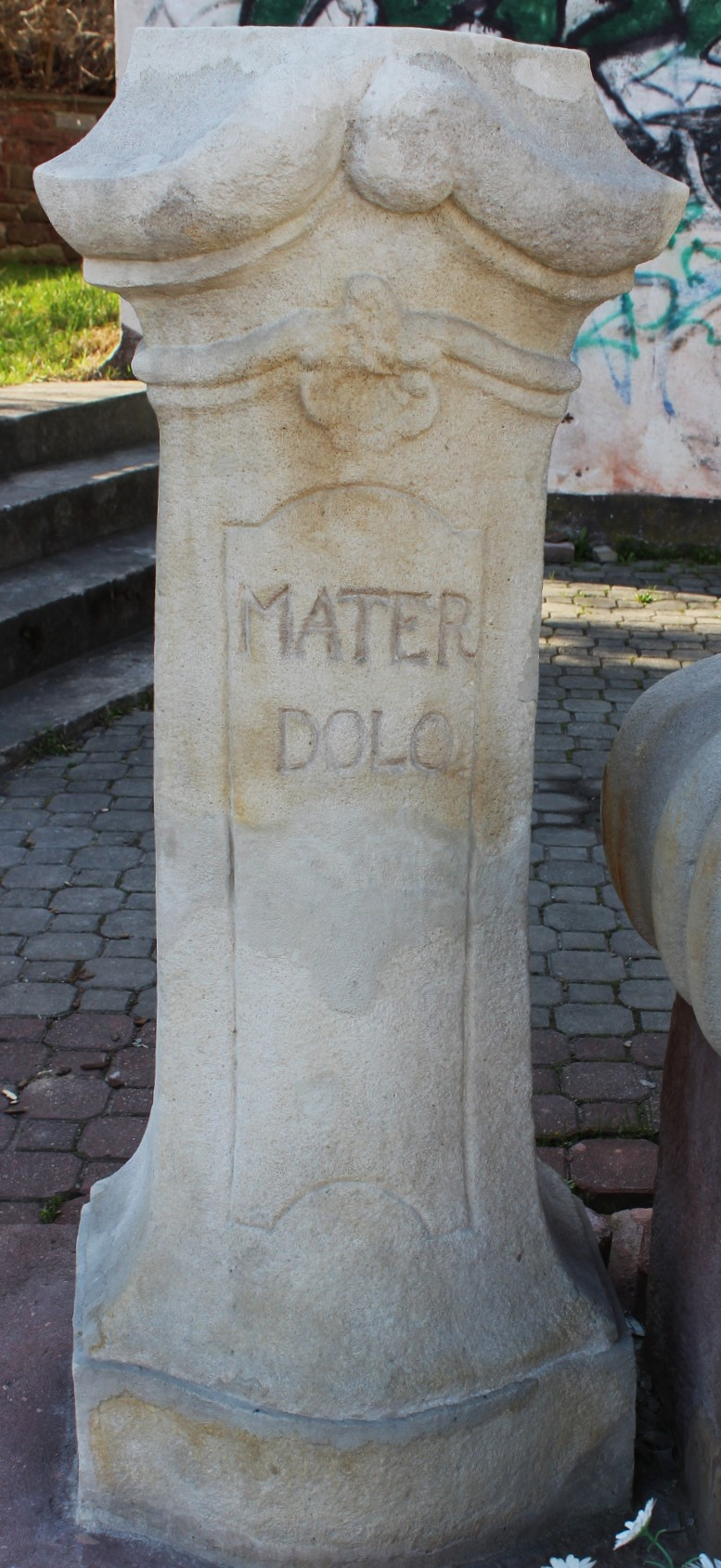
Postument Mater Doloro[sa]
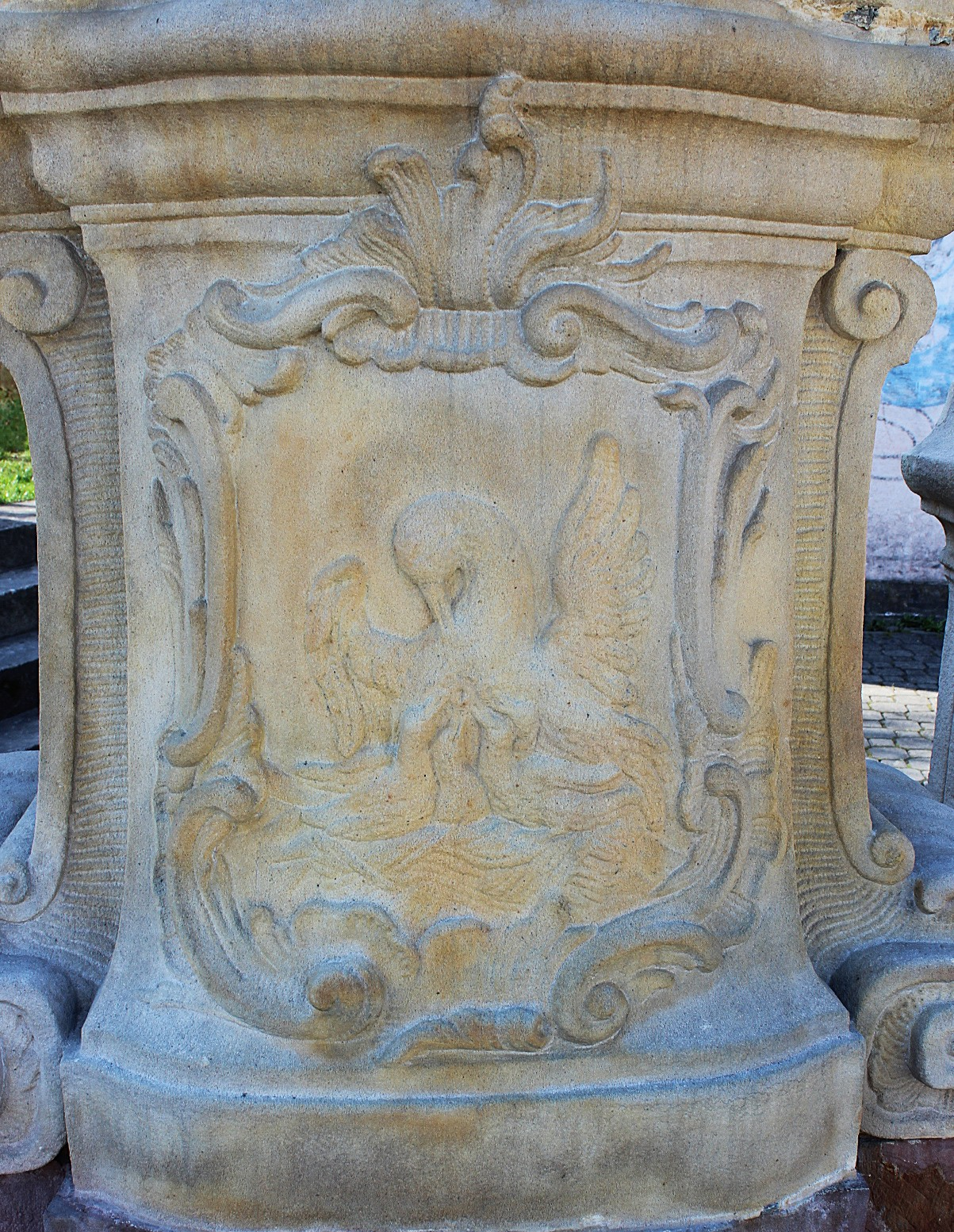
Płaskorzeźba: pelikan karmiący
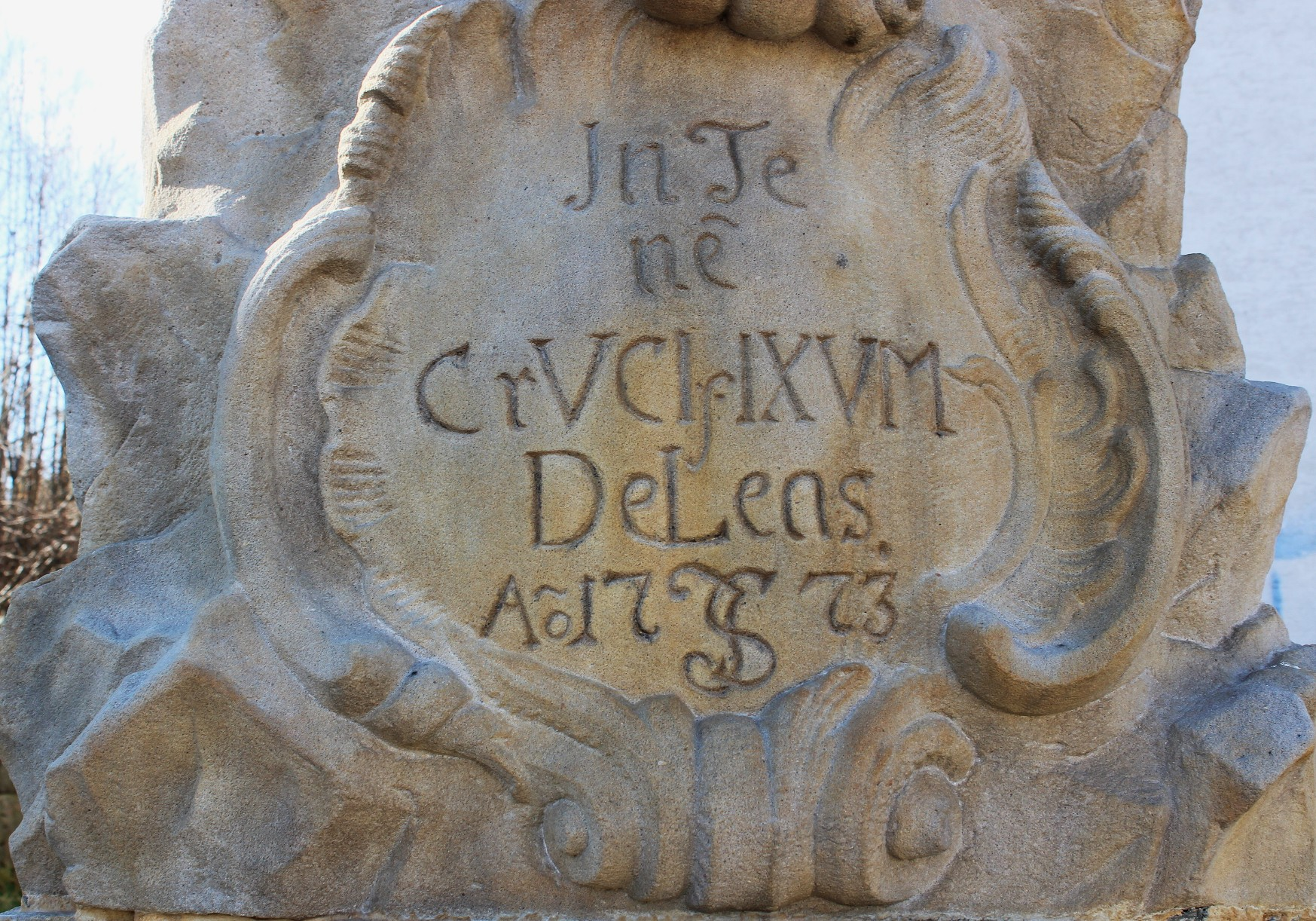
Napis, rok 1773, chronostych
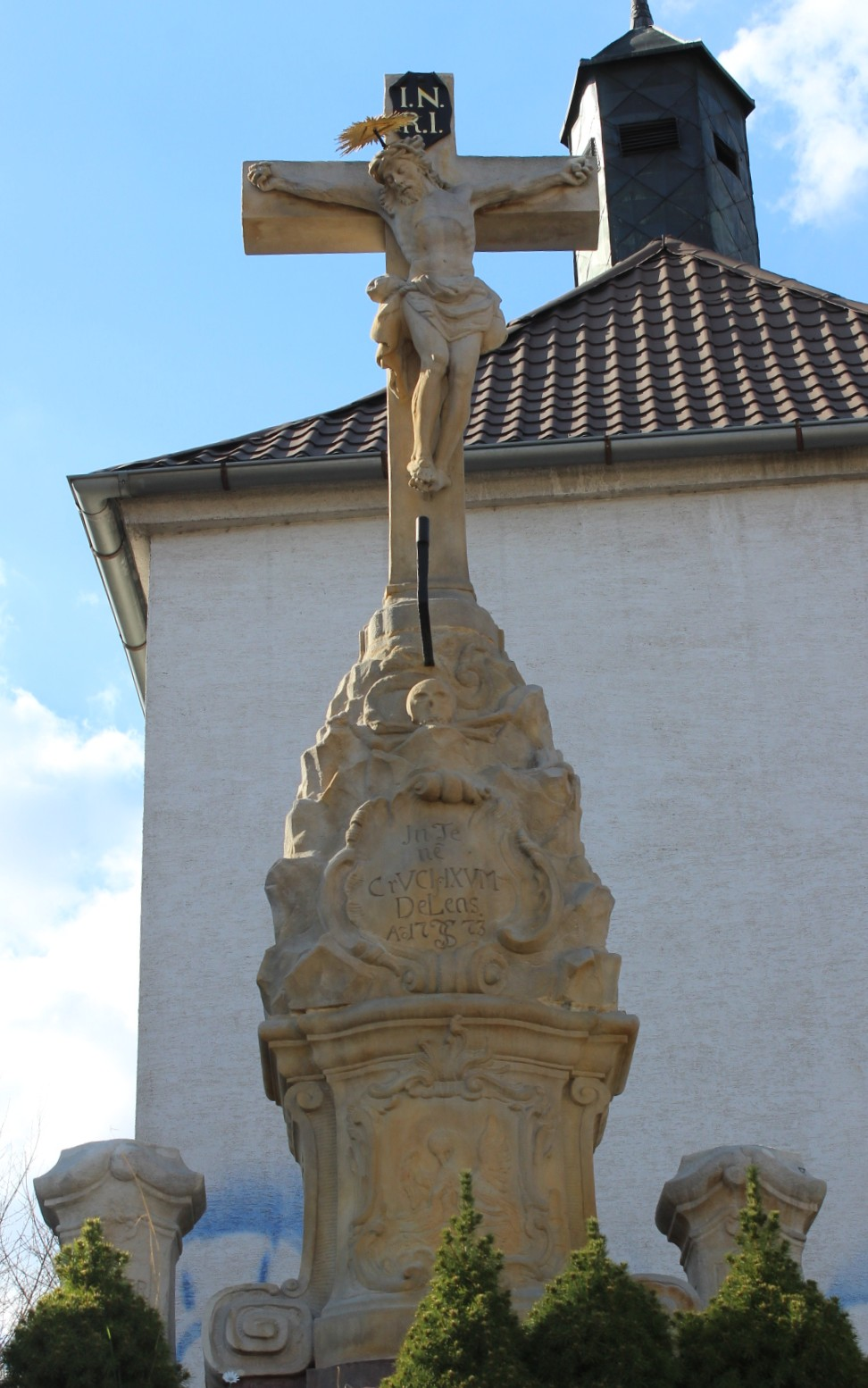
Krzyż
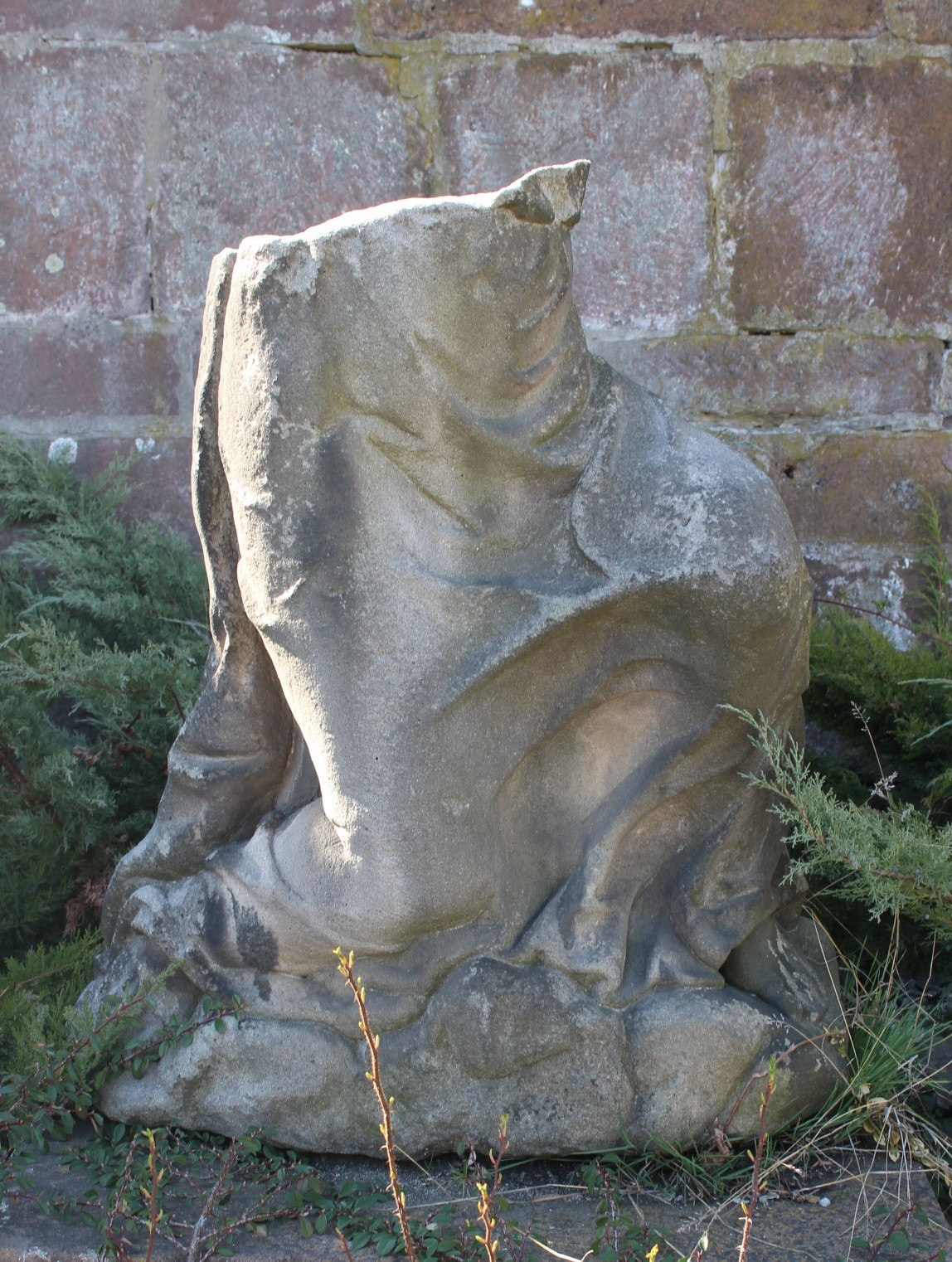
Rzeźba Chrystusa w Ogrójcu
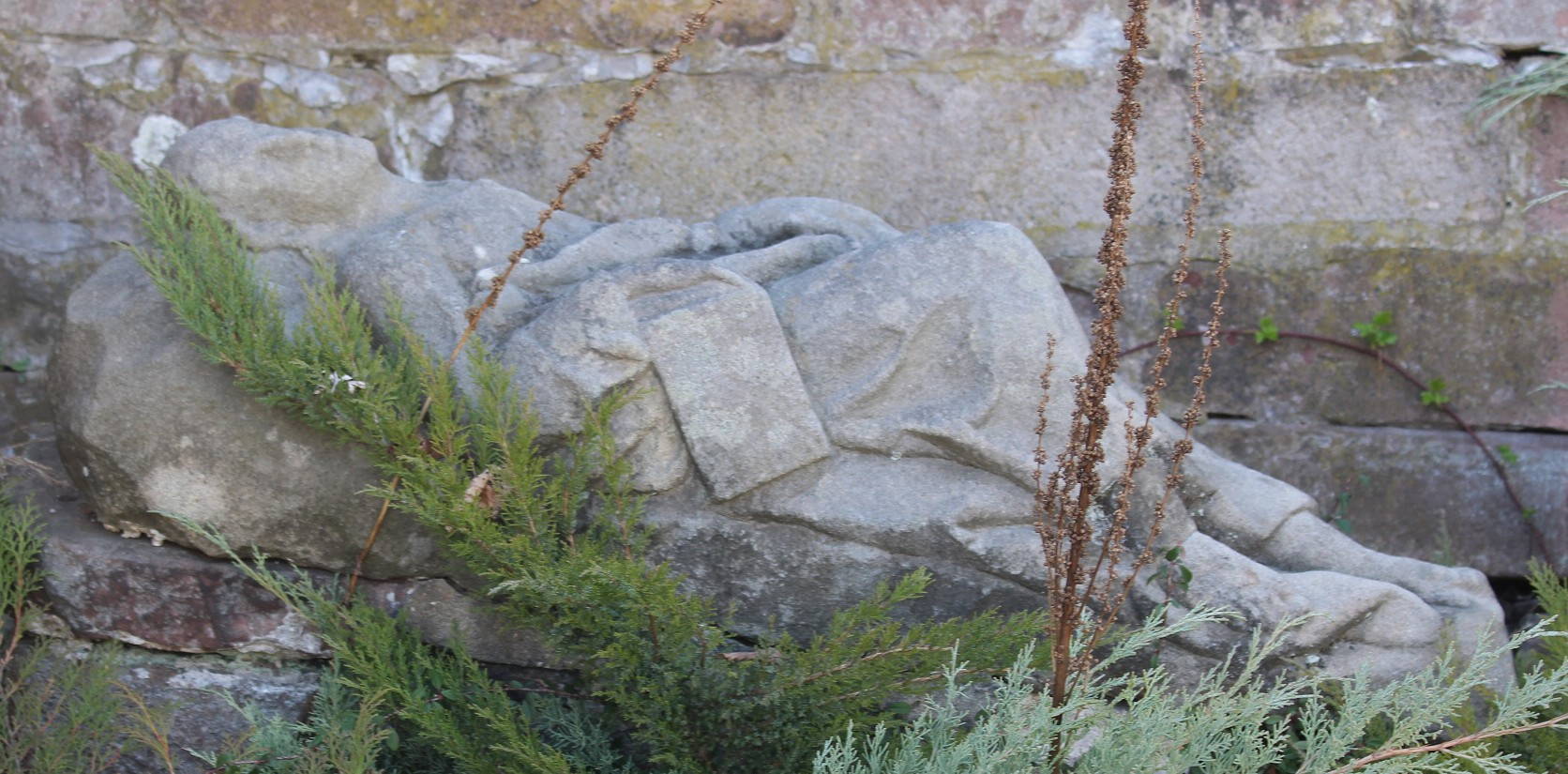
Apostoł w Ogrójcu
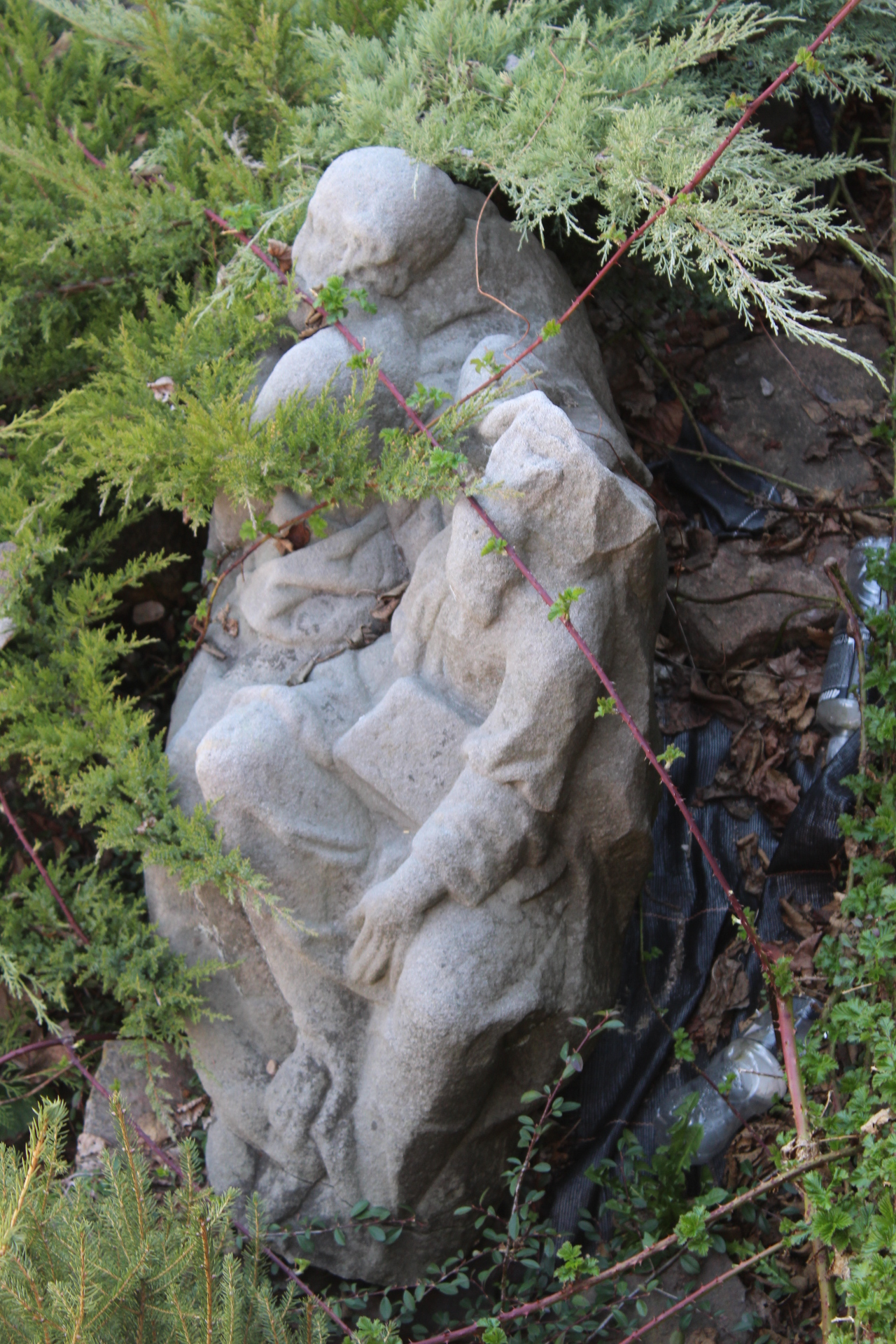
Apostołowie w Ogrójcu
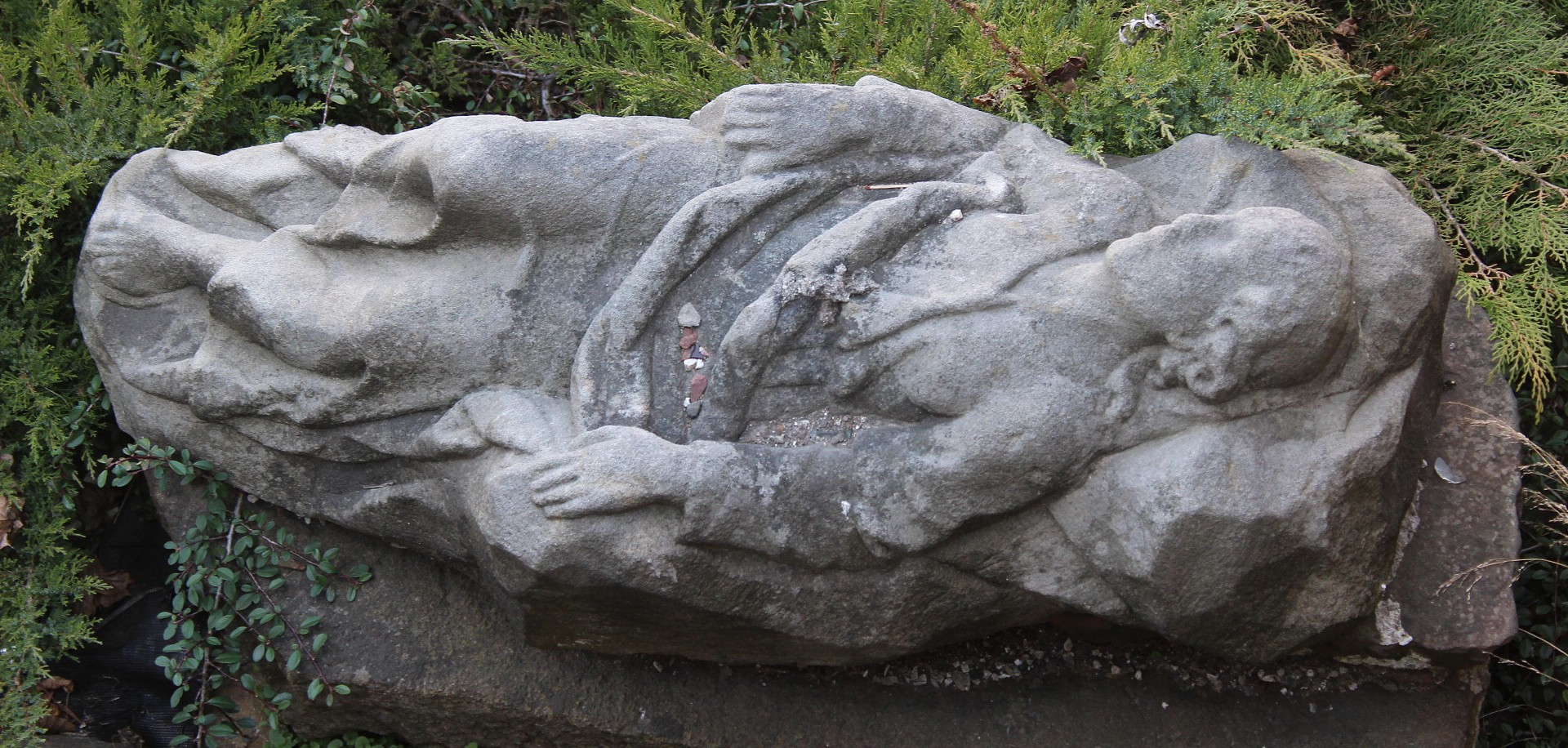
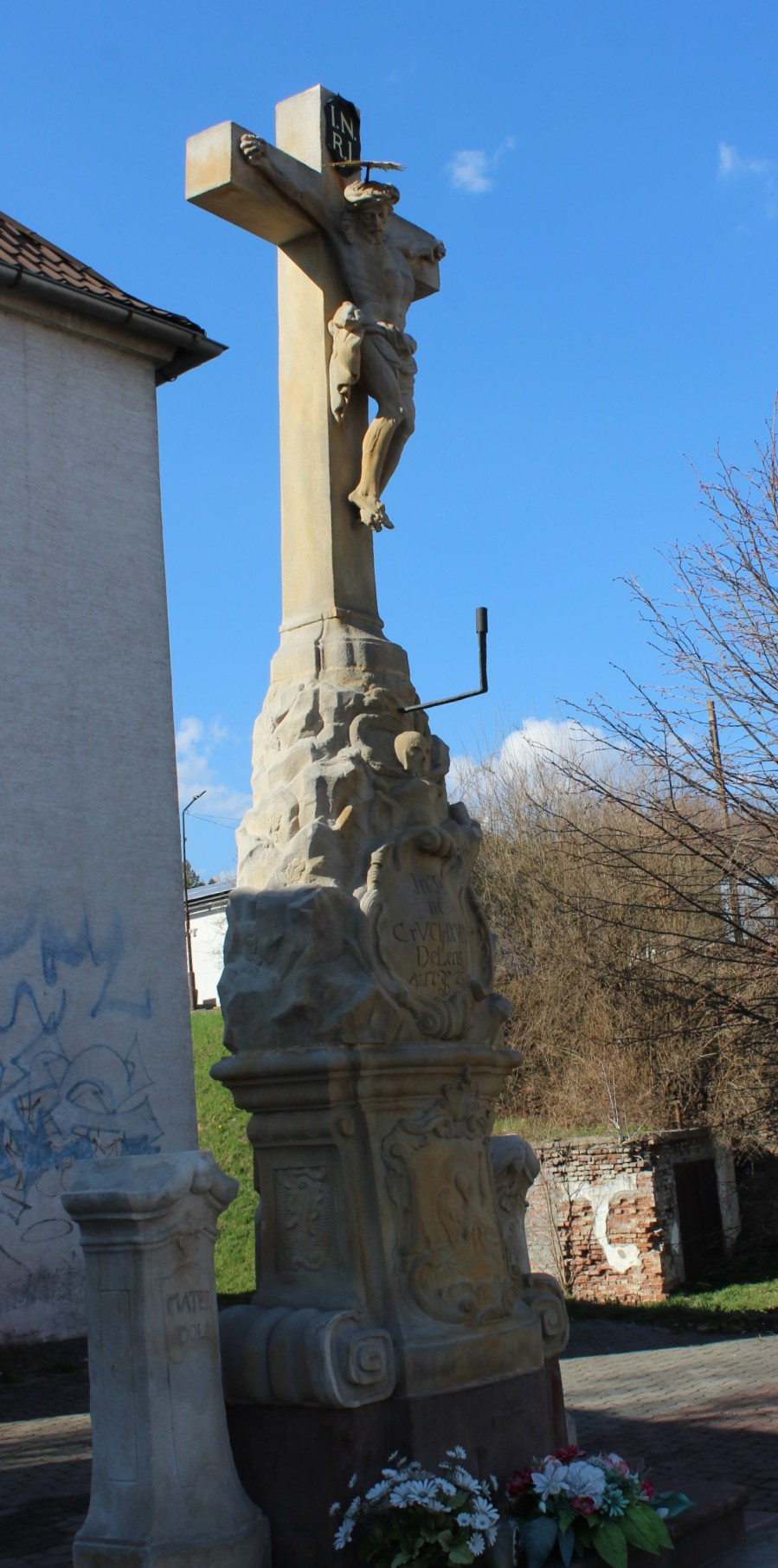
Krzyż
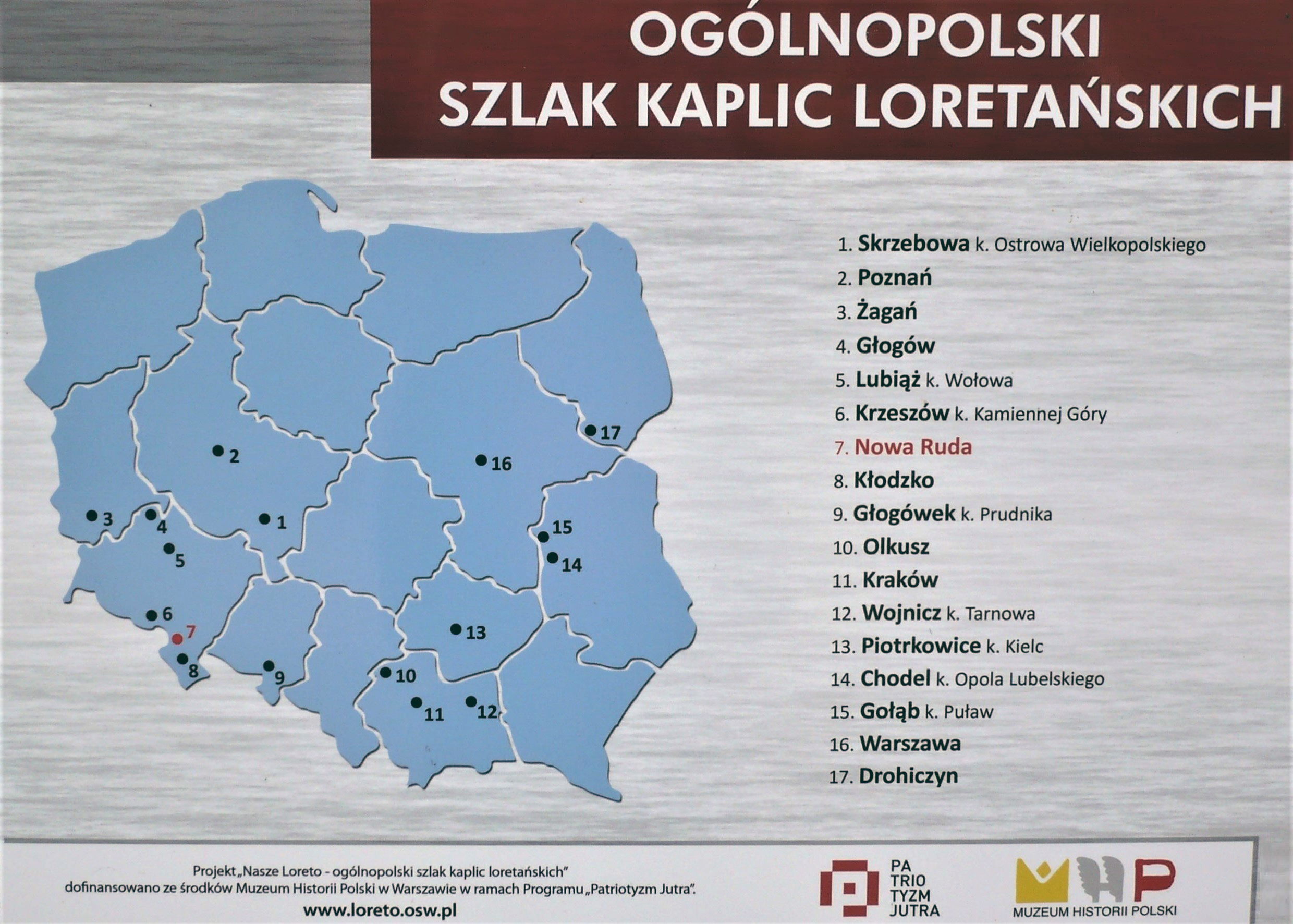
Szlak kaplic loretańskich – tablica